# Пич (округ)
Пич (англ. Peach County) — округ штата Джорджия, США. Население округа на 2000 год составляло 23 668 человек. Административный центр округа — город Форт-Валли.

## История
Округ Пич основан в 1924 году.

## География
Округ занимает площадь 391.1 км2.

## Демография
Согласно Бюро переписи населения США, в округе Пич в 2000 году проживало 23 668 человек. Плотность населения составляла 60.5 человек на квадратный километр.